# Андрей III
Андрей III Александрович Городецки е велик княз на Владимирско-Суздалското княжество (1293 – 1304) от династията Рюриковичи. Княз на източния град Городец, той влиза в съюз със Златната орда и дълги години воюва с по-големия си брат Дмитрий Переяславски.

## Живот
Андрей Городецки е син на великия княз Александър Невски. Още дете, той поучава от баща си управлението на град Городец на река Волга, а през 1276 присъединява към владенията си и Кострома. Той се включва активно в руските междуособици и през 1281, с помощта на монголска армия, прогонва брат си Дмитрий от столицата Владимир. Две години по-късно той си връща властта с подкрепата на хан Ногай.
През следващото десетилетие Андрей на три пъти довежда монголски войски в Русия, опитвайки се да отнеме Владимир от брат си. През 1293-те опустошават 14 руски града и успяват да принудят Дмитрий да се оттегли.
Дори след като става велик княз, Андрей продължава да управлява от Городец, като през цялото си управление враждува с Данаил Московски, Михаил Тверски и Иван Переяславски.